# 克里姆內 (科韋利區)
51°29′56″N 24°16′42″E / 51.49889°N 24.27833°E
克里姆内（羅馬化：Krymne）是烏克蘭的村落，位於該國西部沃倫州，由科韋利區負責管轄，面積8.09平方公里，海拔高度161米，2001年人口2,019，人口密度每平方公里249.69人。